# Hélène d'Almeida-Topor
Pour les articles homonymes, voir Almeida et Topor.
Hélène d'Almeida-Topor, née le 2 octobre 1932 à Paris et morte le 1er août 2020 dans la même ville, est une historienne et universitaire française. Elle est professeure d'histoire contemporaine, spécialiste des études africaines. Elle s'intéresse à l'histoire économique, sociale et culturelle du continent, et notamment l'histoire du Dahomey colonial.

## Biographie
Son père, Abram Topor (1903-1992) est un peintre français d'origine polonaise, formé aux beaux-arts à Varsovie ; son frère est l'artiste Roland Topor (1938-1997).
Elle est agrégée d'histoire et géographie en 1959, et enseigne de 1960 à 1970, à Porto-Novo, au Bénin, au lycée Béhanzin et à l'institut d'études supérieures, puis, durant plusieurs années à Lomé, au Togo,. Elle est nommée maître de conférences à l'université Paris-XII. Elle soutient en 1987 une thèse d'État intitulée « Histoire économique du Dahomey (1890-1920) », à l'université Paris-Sorbonne, sous la direction de Jean Ganiage. Elle est professeure à l'université de Metz (1988-1994) puis elle est nommée à l'université Panthéon-Sorbonne (1994-2003). Elle devient professeure émérite en 2003, membre du Centre de recherches africaines et du laboratoire Mutations africaines dans la longue durée (MALD, UMR 8054).
Son fils Fabrice d'Almeida, né en 1963, est historien.
Elle meurt dans la nuit du 31 juillet au 1er août 2020, et est incinérée au columbarium du cimetière du Père-Lachaise le 6 août au matin.

## Activités de recherche et éditoriales
Dans sa thèse d'État, soutenue en 1987, elle s'intéresse aux mutations économiques qui ont accompagné la colonisation du Dahomey, actuel Bénin, en étudiant les structures politiques pré-coloniales et les courants commerciaux existants, notamment la monoculture du palmier destinée à l'exportation et la présence de maisons de commerce européennes. La colonisation s'accompagne d'une division des tâches, entre les Européens, dont le nombre s'élevait à environ 800, selon l'auteure, à la veille de la Première Guerre mondiale, dont les fonctions consistent à encadrer la population locale et à commercer, et les Dahoméens, qui sont chargés des tâches liées à la production. Hélène d'Almeida souligne la part croissante des impôts dans l'économie, venant compenser la perte de ressources douanières après 1904. Elle relève les difficultés que pose la dépendance du Dahomey à l'égard de la monoculture du palmier, surtout lorsque les débouchés se trouvent atteints par la perte des marchés allemands lors de la guerre, tandis que la conscription forcée provoque révoltes et exodes des populations masculines.
Ses recherches sur l'Afrique coloniale la mènent également à étudier l'effet de la crise commerciale de 1929-1930 sur l'économie du continent, largement tournée vers l'exportation de plusieurs produits de la monoculture qui permettaient aux pays concernés de payer les impôts destinés à la métropole et d'acheter des biens de consommation. 
En 2004, elle organise avec Josette Rivallain un colloque « Felix Eboué soixante ans après », où sont évoqués sa carrière politique et administrative, et son ralliement à De Gaulle le 18 juin 1940. Catherine Coquery-Vidrovitch et Hélène d'Almeida-Topor organisent en 2010 un colloque consacré aux « Cinquante ans d'indépendances africaines » des États francophones, en rappelant à la fois « la force et parfois la violence des combats menés pour en arriver là », l'enthousiasme extraordinaire qui a accompagné l'indépendance, et en restituant le contexte, « une vague mondiale d'émancipation » avec des échos en Amérique et aux Antilles, et enfin, les nouveaux rapports de force induits par l'arrivée de nouveaux pays indépendants sur la scène mondiale.
Dans d'autres travaux, Hélène d'Almeida-Topor s'intéresse aux femmes guerrières, les amazones du Dahomey, corps d'élite militaire, dont elle décrit les faits d'armes, jusqu'à la reddition du dernier roi dahoméen, Behanzin, devant les troupes françaises en 1894, date à laquelle ce corps disparaît. Elle s'intéresse aussi à l'étude des transports en Afrique, et plus largement, elle s'attache à démonter les idées reçues concernant l'Afrique.

## Publications
- Les Amazones. Une armée de femmes dans l'Afrique précoloniale, 1984 lire en ligne sur Gallica , rééd. 2016, La Lanterne magique.
- Les Transports en Afrique XIXe – XXe siècles, L'Harmattan, 1992
- L'Afrique au XXe siècle, 1993
- L'Europe et l'Afrique, un siècle d'échanges économiques, avec Monique Lakroum, Armand Colin, 1994
- Histoire économique du Dahomey. 1890-1920, L'Harmattan, 1995
- (co-dir.) Le travail en Afrique noire. Représentations et pratiques à l'époque contemporaine, avec Monique Lakroum et Gerd Spittler, 2003
- Le Goût de l'étranger, les saveurs venues d'ailleurs depuis la fin du XVIIIe siècle, 2006
- L'Afrique, Le Cavalier Bleu, coll. « Idées reçues », 2006, 127 p. (lire en ligne).
- L'Afrique du 20e siècle à nos jours, Armand Colin, 2013, 412 p. (ISBN 978-2-200-28893-8, lire en ligne).

## Distinctions
- Présidente de la Société française d’histoire des outre-mers[2], puis présidente d'honneur en 2011[15].